# Resultados do Carnaval de Recife em 2009
Resultados do Carnaval de Recife em 2009.

## Escola de samba
| Grupo Especial | Grupo Especial        | Grupo Especial | Grupo Especial |
| Colocação      | Entidade              | Pontos         | Ref.           |
| -------------- | --------------------- | -------------- | -------------- |
| 1º             | Gigantes do Samba     | 106,9          | [ 2 ]          |
| 2º             | Deixa Falar           | 105,6          | [ 2 ]          |
| Grupo 1        |                       |                |                |
| Colocação      | Entidade              | Pontos         | Ref.           |
| 1º             | Limonil               | 115,5          | [ 2 ]          |
| 2º             | Criança e Adolescente | 78,5           | [ 2 ]          |
| Grupo 2        |                       |                |                |
| Colocação      | Entidade              | Pontos         | Ref.           |
| 1º             | Preto Velho           | 118,7          | [ 2 ]          |
| 2º             | Águia Dourada         | 82             | [ 2 ]          |

## Maracatu do Baque Virado
| Grupo Especial | Grupo Especial     | Grupo Especial | Grupo Especial |
| Colocação      | Entidade           | Pontos         | Ref.           |
| -------------- | ------------------ | -------------- | -------------- |
| 1º             | Porto Rico         | 107            | [ 2 ]          |
| 2º             | Estrela Brilhante  | 105,6          | [ 2 ]          |
| Grupo 1        |                    |                |                |
| Colocação      | Entidade           | Pontos         | Ref.           |
| 1º             | Encanto do Pina    | 88,5           | [ 2 ]          |
| 2º             | Aurora Africana    | 87,9           | [ 2 ]          |
| Grupo 2        |                    |                |                |
| Colocação      | Entidade           | Pontos         | Ref.           |
| 1º             | Raízes de Pai Adão | 71,5           | [ 2 ]          |
| 2º             | Almirante do Forte | 66,5           | [ 2 ]          |

## Caboclinho
| Grupo Especial | Grupo Especial | Grupo Especial | Grupo Especial |
| Colocação      | Entidade       | Pontos         | Ref.           |
| -------------- | -------------- | -------------- | -------------- |
| 1º             | Sete Flexas    | 89,5           | [ 2 ]          |
| 2º             | Canindé        | 89,4           | [ 2 ]          |
| Grupo 1        |                |                |                |
| Colocação      | Entidade       | Pontos         | Ref.           |
| 1º             | Tupy           | 88,5           | [ 2 ]          |
| 2º             | Tapirapé       | 87             | [ 2 ]          |
| Grupo 2        |                |                |                |
| Colocação      | Entidade       | Pontos         | Ref.           |
| 1º             | Truká          | 71,1           | [ 2 ]          |
| 2º             | Tupinambá      | 69             | [ 2 ]          |

## Tribo de Índio
| Grupo Único | Grupo Único   | Grupo Único | Grupo Único |
| Colocação   | Entidade      | Pontos      | Ref.        |
| ----------- | ------------- | ----------- | ----------- |
| 1º          | Tupis Guarany | 124,9       | [ 2 ]       |
| 2º          | Tabajaras     | 114,1       | [ 2 ]       |

## Maracatu do Baque Solto
| Grupo Especial | Grupo Especial    | Grupo Especial | Grupo Especial |
| Colocação      | Entidade          | Pontos         | Ref.           |
| -------------- | ----------------- | -------------- | -------------- |
| 1º             | Cruzeiro do Forte | 169,7          | [ 2 ]          |
| 2º             | Leão Vencedor     | 167,6          | [ 2 ]          |
| Grupo 1        |                   |                |                |
| Colocação      | Entidade          | Pontos         | Ref.           |
| 1º             | Pavão Dourado     | 169            | [ 2 ]          |
| 2º             | Estrela de Ouro   | 163,5          | [ 2 ]          |
| Grupo 2        |                   |                |                |
| Colocação      | Entidade          | Pontos         | Ref.           |
| 1º             | Leão de Ouro      | 138            | [ 2 ]          |
| 2º             | Estrela Brilhante | 135,7          | [ 2 ]          |

## Clube de Boneco
| Grupo Especial | Grupo Especial           | Grupo Especial | Grupo Especial |
| Colocação      | Entidade                 | Pontos         | Ref.           |
| -------------- | ------------------------ | -------------- | -------------- |
| 1º             | Seu Malaquias            | 119,5          | [ 2 ]          |
| 2º             | Tadeu no Frevo           | 115,4          | [ 2 ]          |
| Grupo 1        |                          |                |                |
| Colocação      | Entidade                 | Pontos         | Ref.           |
| 1º             | Linguarudo de Ouro Preto | 94,3           | [ 2 ]          |
| 2º             | Bochechudo de Areias     | 93,8           | [ 2 ]          |

## Clube de Frevo
| Grupo Especial | Grupo Especial           | Grupo Especial | Grupo Especial |
| Colocação      | Entidade                 | Pontos         | Ref.           |
| -------------- | ------------------------ | -------------- | -------------- |
| 1º             | Pavão Misterioso         | 135,8          | [ 2 ]          |
| 2º             | Bola de Ouro             | 135,8          | [ 2 ]          |
| Grupo 1        |                          |                |                |
| Colocação      | Entidade                 | Pontos         | Ref.           |
| 1º             | Arrasta Tudo             | 103,7          | [ 2 ]          |
| 2º             | Clube das Pás            | 103,3          | [ 2 ]          |
| Grupo 2        |                          |                |                |
| Colocação      | Entidade                 | Pontos         | Ref.           |
| 1º             | Toreiro de Santo Antônio | 92,5           | [ 2 ]          |
| 2º             | Vassourinhas             | 92             | [ 2 ]          |

## Bloco de Pau e Corda
| Grupo Especial | Grupo Especial       | Grupo Especial | Grupo Especial |
| Colocação      | Entidade             | Pontos         | Ref.           |
| -------------- | -------------------- | -------------- | -------------- |
| 1º             | Madeira do Rosarinho | 119,5          | [ 2 ]          |
| 2º             | Batutas de São José  | 110            | [ 2 ]          |
| Grupo 1        |                      |                |                |
| Colocação      | Entidade             | Pontos         | Ref.           |
| 1º             | Pierrot de São José  | 107,5          | [ 2 ]          |
| 2º             | Pirilampos           | 97,7           | [ 2 ]          |
| Grupo 2        |                      |                |                |
| Colocação      | Entidade             | Pontos         | Ref.           |
| 1º             | Mandarim da Folia    | 70,5           | [ 2 ]          |

## Troça
| Grupo Especial | Grupo Especial       | Grupo Especial | Grupo Especial |
| Colocação      | Entidade             | Pontos         | Ref.           |
| -------------- | -------------------- | -------------- | -------------- |
| 1º             | Tô Chegando Agora    | 97,8           | [ 2 ]          |
| 2º             | Abanadores do Arruda | 96,4           | [ 2 ]          |
| Grupo 1        |                      |                |                |
| Colocação      | Entidade             | Pontos         | Ref.           |
| 1º             | Teimoso em Folia     | 94,6           | [ 2 ]          |
| 2º             | Camisa Velha         | 93,7           | [ 2 ]          |
| Grupo 2        |                      |                |                |
| Colocação      | Entidade             | Pontos         | Ref.           |
| 1º             | Acorda Beberibe      | 82             | [ 2 ]          |
| 2º             | Bacalhau do Beco     | 81,8           | [ 2 ]          |

## Urso
| Grupo Especial | Grupo Especial       | Grupo Especial | Grupo Especial |
| Colocação      | Entidade             | Pontos         | Ref.           |
| -------------- | -------------------- | -------------- | -------------- |
| 1º             | Cangaçá de Água Fria | 80             | [ 2 ]          |
| 2º             | Branco do Zé         | 78,5           | [ 2 ]          |
| Grupo 1        |                      |                |                |
| Colocação      | Entidade             | Pontos         | Ref.           |
| 1º             | Mimoso de Afogados   | 64,5           | [ 2 ]          |
| 2º             | Teu Urso             | 62,9           | [ 2 ]          |

## Boi
| Grupo Especial | Grupo Especial | Grupo Especial | Grupo Especial |
| Colocação      | Entidade       | Pontos         | Ref.           |
| -------------- | -------------- | -------------- | -------------- |
| 1º             | Boi Faceiro    | 78             | [ 2 ]          |
| 2º             | Boi Estrela    | 64             | [ 2 ]          |
| Grupo 1        |                |                |                |
| Colocação      | Entidade       | Pontos         | Ref.           |
| 1º             | Boi Limoeiro   | 58,3           | [ 2 ]          |
| 2º             | Boi Prazeres   | 38             | [ 2 ]          |